# Fenomeno (singolo Fabri Fibra)
Fenomeno è un singolo del rapper italiano Fabri Fibra, pubblicato il 3 marzo 2017 come primo estratto dall'album omonimo.

## Descrizione
Fenomeno si basa su un rifacimento del suo brano scritto nel 2003 e pubblicato l'anno più tardi, La cosa più facile, composto dallo stesso Fibra ai tempi in cui faceva parte degli Uomini di Mare e contenuto nell'EP Lato & Fabri Fibra. Dal lato musicale si tratta di un brano con una base legata al movimento old school e caratterizzato da un solo riff di sintetizzatore, mentre il testo ironizza sul concetto di successo, al perfezionismo, all'apparire più che all'essere, un mondo con il quale, a detta del rapper, «tutti, più o meno frequentemente, siamo costretti a scontrarci».

## Video musicale
Diretto da Cosimo Alemà, il videoclip mostra Fabri Fibra girare il video prima con la troupe di Alemà, per poi scappare di nascosto dagli studi, aggregandosi a dei ragazzini che inizieranno a riprenderlo usando un drone e altre tecniche innovative per poi abbandonare anche loro e farsi filmare da un bambino con in mano un iPhone.

## Tracce
1. Fenomeno – 3:20

## Classifiche
| Classifica (2017) | Posizione massima |
| ----------------- | ----------------- |
| Italia            | 12                |